# Lịch sử Thái Lan
Lịch sử Thái Lan bắt đầu từ những người Thái di cư vào khu vực Thái Lan hiện nay trong thiên niên kỷ thứ nhất. Người Thái thành lập những quốc gia riêng của họ. Những quốc gia này bị đe dọa bởi Miến Điện và Đại Việt, cũng như sự đối đầu giữa người Thái và người Lào. Trong thế kỷ 19 và đầu thế kỷ 20, Thái Lan là quốc gia duy nhất ở Đông Nam Á không trở thành thuộc địa của các đế quốc châu Âu. Sau sự kết thúc của nền quân chủ chuyên chế năm 1932, Thái Lan nằm dưới chế độ quân sự trong 60 năm trước khi chuyển sang thể chế quân chủ lập hiến như hiện nay.

## Thời kỳ đầu
Các khảo cổ học đã tìm thấy tại Ban Chiang, Thái Lan nhiều công cụ đồ đồng và nền văn minh lúa nước tồn tại vào khoảng 3600 năm TCN.
Các nền văn minh Malay, Mon và Khmer từng phát triển thịnh vương trên lãnh thổ Thái Lan hiện nay. Đáng chú ý là Vương quốc Srivijaya ở miền nam, Dvaravati ở miền trung và Đế chế Khmer ở Angkor. Người Thái có liên hệ ngôn ngữ với một số dân tộc tại miền Nam của Trung Quốc, và có lẽ sự di dân từ miền Nam Trung Quốc đã xảy ra rất sớm, qua phía bắc của Lào.

## Vương quốc Sukhothai
Những nhóm người Thái có lẽ đã bắt đầu di cư đến vùng đất ngày nay là Thái Lan ngay từ thế kỷ thứ VIII. Người Khmer đã dùng họ làm lính từ thế kỷ XII. Nhưng khi quyền lực của người Môn và người Khmer suy yếu thì quyền lực của các vương triều khác bắt đầu tăng lên.
Vào năm 1238, người Thái ở Sukhothai không chỉ từ chối đóng thuế sử dụng nước cho những lãnh chúa người Khmer mà họ còn đánh đuổi luôn những lãnh chúa đó ra khỏi vùng đất này và thiết lập nên một nhà nước mới. Vị thủ lĩnh mới là Sri Indradit chiếm lấy ngai vàng. Với các thần dân của mình, ông ta giống như một người cha hơn là một ông vua, một thủ lĩnh đáng kính hơn là một nhà cai trị độc tài.
Dưới triều đức vua vĩ đại nhất của mình, vua Ramkhamhaeng (1279 ? - 1317 ?), người Sukhothai đã xâm chiếm lãnh thổ của người Khmer đến tận miền Nam Nakhon Si Thammarat. Cũng chính ông vua này đã tạo ra bảng chữ cái đầu tiên của người Thái và đã làm cho thần dân của ông hiểu rõ sự coi trọng của ông dành cho nghệ thuật. Nhưng sau cái chết của ông vào năm 1300 đã báo hiệu sự suy đồi của đế quốc Sukhothai.
Thoạt đầu những tỉnh nằm quanh Sukhothai đã hủy bỏ tất cả những ràng buộc với đế quốc này. Rồi đến lượt người Môm của Pegu tấn công và chiếm một phần bán đảo Malay. Cuối cùng một nhà nước mới ra đời vào năm 1378, nó tấn công và chiếm đóng Sukhothai. Từ đó trở đi vương quốc Ayuthaya, được thành lập vào năm 1350, trở thành nhà nước hùng mạnh nhất trong số tất cả những vương quốc Thái từng tồn tại cho đến bây giờ.

## Vương quốc Ayutthaya
Ayutthaya là một nhà nước mà ở đó đức Vua được xem như vị chúa tể của mọi sinh linh trong vương quốc. Thậm chí người ta phải dùng một thứ ngôn ngữ dành riêng cho hoàng gia khi nói về đức Vua hay gia đình của ngài. Tổ chức xã hội của Ayutthaya được định hình dưới triều Vua Trailok (1448 - 1488). Các quý tộc thuộc những tầng lớp khác nhau được phân loại và ban tước hiệu tùy theo họ có bao nhiêu đất; thường dân không được cho phép có những quan hệ thông thường với họ. Chế độ nô lệ rất phổ biến, mà nạn nhân thường là các tù binh chiến tranh.
Bành trướng mở rộng và chiến tranh với những nước láng giềng là những sự kiện nổi bật trong hai thế kỷ đầu tiên của triều đại Ayutthaya. Sau khi tiêu diệt được Sukhothai, triều đại Ayutthaya, còn được biết đến dưới cái tên Xiêm La (Siam), bắt đầu xâm chiếm miền Nam.
Vào năm 1431, Vua Boromaraja đệ nhị cướp thành phố Khmer Angkor Thom, buộc những người Khmer phải dời về Phnom Penh. Sự kiện này đã đặt dấu chấm hết cho quyền lực của người Khmer trong địa hạt tôn giáo. Nhưng vương quốc Xiêm đã thất bại trong việc chinh phục vương quốc Chiang Mai ở miền Bắc. Dưới sự cai trị của Vua Tilokaraja, Chiang Mai đã đứng vững trước tất cả những cuộc tấn công của Xiêm. Trong thời gian đó, một hiểm họa mới đã nổi lên ở sườn phía Tây nước Xiêm, khi các triều vua Miến Điện đầy tham vọng bắt đầu tiến vào vùng đất này. Thậm chí Chiang Mai cũng bị rơi vào tay quân xâm lăng vào năm 1557. Còn Ayutthaya thì phải đầu hàng vào năm 1569.
Xiêm trở thành lãnh thổ của Miến Điện mãi cho đến năm 1584, khi hoàng tử Naresuan nắm lấy cơ hội từ cuộc chiến tranh ở Miến Điện, ông đã tuyên bố độc lập. Naresuan lên ngôi vua vào năm 1590, và chỉ trong vòng ba năm ông đã đuổi hết người Miến Điện ra khỏi đất nước. Ông trở thành người cai trị một vùng đất mênh mông, bao gồm tất cả các vùng lãnh thổ miền Bắc và một phần của Lào.
Trong thế kỷ tiếp theo, vương quốc Xiêm bắt đầu thu hút sự chú ý của người phương Tây. Những thương nhân Hà Lan đã đến buôn bán ở miền Nam Pattani từ năm 1601, và những lái buôn người Anh đã đến Ayutthaya vào năm 1612. Người Châu Âu cạnh tranh nhau nhằm giành những đặc quyền về bến cảng và buôn bán, và cuộc cạnh tranh đã lên đến đỉnh điểm dưới thời Narai Đại đế (1656 - 1688). Vua Xiêm cử các sứ thần đến nước Pháp, và vua Pháp Louis XIV đã cử một sứ thần đến gặp vua Narai để đáp lễ.
Nhưng với cái chết của Narai, người châu Âu bỗng thấy mình không còn được ưu đãi như trước nữa, trong khi đó những cuộc nổi loạn đã bùng nổ ở khắp xứ Xiêm. Ngay lập tức người Miến Điện tranh thủ cơ hội chiếm lấy miền Bắc. Vương quốc Xiêm suy yếu giờ đây không còn là đối thủ của Miến Điện nữa. Trong khi Ayutthaya đang hưởng thời kỳ ổn định cuối cùng dưới triều vua Boromakot (1733 - 1753), thì tháng 4 năm 1767 binh lính Miến Điện đã thiêu rụi kinh đô Xiêm.

## Thời kỳ 1763-1782
Khi vương quốc Ayutthaya sụp đổ, một vị tướng người Xiêm có tên là Taksin cũng đang ở đó. Tập hợp những người ủng hộ mình thành một đội quân, một năm sau đó ông đã chiếm lại được thành phố, nhưng Ayutthaya đã bị tàn phá trơ trụi đến nỗi ông quyết định dời thủ đô ra xa hơn, xuôi theo dòng sông đến Thonburi.
Năm 1763 cuộc tấn công lớn nhất của người Miến Điện diễn ra. Những người Xiêm ngay lập tức phát động một cuộc phản công. Taksin, một vị tướng gốc Hán, đã tổ chức kháng chiến, đẩy lùi người Miến Điện và lập ra một thủ đô mới ở Bangkok. Với sự giúp sức của hai vị tướng khác là anh em Chao Phraya Chakri và Chao Phraya Surasih, Taksin đã chinh phục được các nước chư hầu, và chiếm lại miền Bắc từ người Miến Điện. Từ đó ông bắt đầu cuộc chinh phục toàn bộ các dân tộc Thái. Taksin tấn công người Miến Điện ở phía bắc năm 1774 và chiếm Chiang Mai năm 1776, thống nhất Thái Lan. Nhưng những thành công liên tiếp rốt cuộc đã khiến ông ta mất hết lý trí, và trở nên tàn ác cực kỳ. Những viên tướng thuộc hạ đã truất ngôi và chém đầu ông ta vào năm 1782. Năm 1782 Chaophraya Chakri phế truất Taksin khỏi ngôi vua nước Xiêm, lên ngôi và trở thành vua Rama I, lập ra triều đại nhà Chakri, tồn tại cho đến ngày nay.

## Vương triều Chakri
Chao Phraya Chakri, thường được biết nhiều hơn dưới cái tên Rama đệ Nhất, đã trở thành vị vua mới. Ông là người khai sinh triều đại Chakri vẫn tồn tại cho đến tận ngày nay. Rama đệ Nhất lại dời đô, lần này là về Bangkok, ông cho xây dựng thành phố theo kiểu mẫu Ayutthaya. Ông cũng làm hồi sinh nền nghệ thuật và văn hóa Thái Lan, một phần dựa vào trí nhớ của những người già cả đã đào thoát được khi Ayutthaya bị hủy diệt.

### Thời kỳ 1782-1932
Năm 1782 Chaophraya Chakri phế truất Taksin khỏi ngôi vua nước Xiêm, lên ngôi và trở thành vua Rama I, lập ra triều đại nhà Chakri. Thời kỳ đầu của vương triều Chakri là một nhà nước quân chủ chuyên chế được gọi là Xiêm La hay Vương quốc Rattanakosin. Thời kỳ này Xiêm là một vương quốc hùng mạnh ở trong khu vực, ngay trước khi có các cuộc xâm lược thực dân của các nước Phương Tây tại khu vực Đông Nam Á vào thế kỷ 19.
Châu Âu thời đó đang bận rộn với cuộc chiến tranh Napoleon. Nhưng từ năm 1818, Xiêm lại mở cửa và tiếp xúc với phương Tây, bắt đầu bằng một hiệp định với người Bồ Đào Nha. Với mục tiêu chung là giành được những điều khoản buôn bán tối huệ và những đặc quyền đặc lợi khác, hai nước Anh và Mỹ đã ký kết các hiệp ước với Xiêm vào các năm 1826 và năm 1833.

### Chế độ quân sự
Năm 1932, Thái Lan chuyển từ chế độ quân chủ chuyên chế sang lập hiến. Thái Lan nằm dưới chế độ độc tài quân sự.

### Nền dân chủ
Nền dân chủ của Thái Lan được thành lập sau sự kết thúc của chế độ độc tài quân sự năm 1992.